# 230 Midi 1301 à 1370
Les 230 Midi 1301 à 1370 sont des locomotives compound mixtes du type Ten Wheel, construites entre 1896 et 1910 pour la Compagnie du Midi et faisant partie de la famille des 230 SACM.
Ce genre de locomotive fiable et polyvalente était assez répandu et populaire auprès des compagnies tant en France qu'en Europe.

## Genèse
Devant l'accroissement du poids et des vitesses des trains de voyageurs et de marchandises à la fin du XIXe siècle, la Compagnie du Midi comme beaucoup de compagnies Européennes cherche une locomotive performante et polyvalente.
Elle trouvera dans la conception "Ten Wheel" (déjà utilisée (de) par les Chemins de fer de l'État de Bade depuis 1894) le moyen d'augmenter la puissance de ses locomotives.
Trois prototypes, ne différant que par taille de leurs roues motrices, sont produits en 1896 par la Société alsacienne de constructions mécaniques :
- une locomotive à roues de 1 600 mm, numérotée 1 401, destinée aux lignes à fort dénivelé, en particulier celle de Béziers à Neussargues, afin d'y remplacer des locomotives de la série 030 801 à 1202 ;
- deux à roues de 1 750 mm, immatriculées 1 301 et 1 302, prévues pour des lignes au profil moins ardu et capables d'atteindre des vitesses commerciales plus élevées ; elles devaient notamment remorquer des express sur la ligne de Toulouse à Bayonne.

Les secondes machines s’avéreront vite de bonnes locomotives particulièrement versatiles. En effet, elles se montraient capables de tracter à plus de 100 km/h des trains de voyageurs de 180 à 200 tonnes et à 35 km/h des trains de marchandises de 1000 tonnes.
Devant les résultats obtenus, plusieurs réseaux français firent des essais et adoptèrent rapidement, en les modifiant très peu, ces machines.
Ainsi, La Compagnie des chemins de fer du Nord commandera 277 machines à la SACM qui deviendront les 230 Nord 3.078 à 3.354, le Réseau de l'Etat fera de même avec 55 locomotives : les 230-3701 à 3755, enfin le P.O fermera la marche avec 25 machines, les 230 P.O 1701 à 1725.
Au Midi, dix exemplaires livrés en 1898-1899 complètent la série, suivis par 38 autres en 1902-1903. Parallèlement, 30 locomotives identiques à la 1 401 à petites roues sortent d'usine de 1899 à 1907 : les 230 Midi 1401 à 1431. Une tranche finale de 20 locomotives à grandes roues s'ajoute en 1910 alors que la compagnie met au point de nouvelles locomotives ten wheel, plus puissantes et de conception moins complexe : les 230 Midi 3501 à 3526.
Les séries suivantes de locomotives plus modernes et l’électrification précoce du réseau Sud Ouest mettront fin à leur honorable carrière à l'aube des années 1960.

## Construction
Elles furent construites par différentes entreprises que voici :
- 1896 : 1 301 et 1 302 par la SACM
- 1898-1899 : 1 303 à 1 312 par Schneider au Creusot
- 1902 : 1 313 à 1 330 par la SACM
- 1903 : 1 331 à 1 350 par Schneider au Creusot
- 1909 : 1 351 à 1 360 par Fives-Lille
- 1910 : 1 361 à 1 370 par Fives-Lille

## Service
Ces machines effectuèrent dès le début des travaux peu reluisants du réseau en remorquant les trains de voyageurs les plus lourds et également bon nombre de trains de marchandises et ce, à des vitesses bien supérieures aux anciennes 130 2851 à 2859 qu'elles remplaçaient en partie.
Cependant, l'arrivée de machines plus performantes équipées de la surchauffe telles que les 230 Midi 3501 à 3526 et l’électrification dès les années 1920 des lignes principales du Sud Ouest les reléguèrent à des taches encore moins prestigieuses
C'est à la fin des années 1950 que leur service se termine.

## Description
Ces locomotives disposaient d'un moteur compound à quatre cylindres développé par "De Glehn" et également utilisé sur les locomotives du  Chemins de fer de l'État de Bade dont elles s'inspirent. Les cylindres HP sont à l’extérieur et BP à l’intérieur, la distribution est du type "Walschaerts",.
Par rapport aux 1 401 à 1 431 la seule différence fondamentale réside dans le diamètre plus important des essieux moteurs qui amenuisent sensiblement l'effort de traction. Du reste, le poids adhérent est supérieur d'une tonne en raison des dimensions des roues et le châssis des 1300 diffère sensiblement pour accommoder l'axe des roues plus élevé et la chaudière positionnée 7,5 cm plus haut. Les chaudières, l'appareil moteur et toute la partie conducteur sont rigoureusement identiques.
On distingue aisément les deux séries sur des photographies en observant le tablier (longeron qui court de la traverse avant à la cabine) : parfaitement rectiligne sur les série 1400, il est surhaussé en son milieu sur les 1300 moyennant deux raccords en courbe au niveau de la boite à fumée et de la cabine.

### Tenders
Les Tenders qui furent associés à ces machines sont les 10 D d'une contenance de 10m3 d'eau et de 3.3 t de charbon.

## Préservation
La 230 B 614 (Numéro Midi 1314) du dépôt de Castres est préservée à la Cité du Train de Mulhouse dans sa livrée noire à filets rouges du Midi